# Акбаш (Бугульминский район)
Акбаш — посёлок при одноимённой ж.-д. станции в Бугульминском районе Татарстана, административный центр Акбашского сельского поселения.
Расположен на юго-западе района в верховьях реки Степной Зай, в 18 км от Бугульмы и недалеко от границ республики.
Посёлок образован при станции Акбаш (Куйбышевская ж. д.) на железнодорожной магистрали Москва – Ульяновск – Уфа в месте примыкания к ней ж.-д. линии Акбаш – Набережные Челны – Агрыз.
Через посёлок проходит автодорога Бугульма – Северное (М5) – Бузулук с регулируемым переездом через железную дорогу.
В посёлке имеются средняя школа, библиотека, дом культуры, кафе, магазины и детский сад.